# Nemain
Nemain (inna wymowa: Nemhain) – w mitologii irlandzkiej bogini wojny i prawdopodobnie jedna z postaci Morrigan. Jej imię znaczy „panika”, której wzniecanie wśród wojowników było jej specjalnością. Mówiono, że to z tego powodu wielu wojowników zginęło w wojnie pomiędzy Ulsterem a Connachtą. Jej mężem był bóg Neit.